# 坎德拉里奥
坎德拉里奥，是西班牙卡斯蒂利亚-莱昂萨拉曼卡省的一个市镇。 总面积60平方公里，总人口1038人（2001年），人口密度17人/平方公里。